# Кабинет Питта-Ньюкасла
Кабинет Питта-Ньюкасла — британское правительство премьер-министра геруога Нькасла, которое пришло к власти в 1757 году, после расформирования министерства Девоншира и недолгого правления переходного правительства. Нюкасл возглавлял правительство, но самым влиятельным министром был Уильям Питт Старший, который занимал пост государственного секретаря. Кабинет Питта-Нькасла пришёл к власти в разгар Семилетней войны, и сразу покончил с политической нестабильностью, которая осложняла жизнь Великобритании в первые годы войны. Питт был сильным лидером, но ему не хватало поддержки парламента. Ньюкасл обеспечил ему эту поддержку, поскольку контролировал Палату общин. Они разделили обязанности: Питт занимался международными отношениями и ведением войны, а Ньюкасл управлял финансами. Кабинет Питта-Ньюкасла привёл Британию к победе в Семилетней войне, но после прихода к власти короля Георга III положение Питта осложнилось, и он подал в отставку в 1761 году. Некоторое время действовало так называемое правительство Бьюта-Ньюкасла, но весной 1862 года Ньюкасл подал в отставку и был сформирован кабинет графа Бьюта.